# Grand Prix 1912
Grand Prix-säsongen 1912 kördes Frankrikes Grand Prix igen, efter ett uppehåll sedan 1908.

## Grand Prix
| Grand Prix /Race      | Datum      | Bana   | Vinnande förare | Vinnande tillverkare |
| --------------------- | ---------- | ------ | --------------- | -------------------- |
| Frankrikes Grand Prix | 25-26 juni | Dieppe | Georges Boillot | Peugeot              |